# Nachal Šejzafim
Nachal Šejzafim (hebrejsky: נחל שיזפים) je vádí v severním Izraeli, na pomezí Dolní Galileji a Charodského údolí.
Začíná v nadmořské výšce necelých 200 metrů na pomezí východních svahů masivu Giv'at ha-More a náhorní planiny Ramot Jisachar, na jižním okraji vesnice Tamra. Vádí směřuje k jihu mírně zvlněnou a zemědělsky využívanou krajinou, míjí ze západu vesnici Ramat Cvi, kde přijímá zprava vádí Nachal Na'ura. U pahorku Micpe Zikaron prudce uhýbá k západu, začíná se zařezávat do okolního terénu a sestupuje do Charodského údolí, na jehož okraji do něj zprava ústí vádí Nachal Geva. Prochází pak mezi vesnicemi Geva a Kfar Jechezkel a jižně od nich zleva ústí do vádí Nachal Charod.